# Grundvik
Grundvik är en bebyggelse bestående av flera husgrupper i Hortlax socken i Piteå kommun, Norrbottens län. SCB avgränsade här från 1990 en småort som för tiden till 2005 omfattade den centrala delen och 1990 även mindre områden norr och söder om denna. Från 2005 till 2023  omfattades den centra och norra delen. År 2020, men ej 2023  avgränsades bebyggelsen söder om Grundvik till en småort kallad Grundvik södra. Vid avgränsningen 2023 bildade den norra delen en separat småort Grundvik norra och denna del kom du att enbart omfatta den central bebyggelsen.